# Atlantisch orkaanseizoen 1930
Het Atlantisch orkaanseizoen 1930 duurde van 1 juni 1930 tot 30 november 1930. Het seizoen 1930 was een van de minst actieve seizoenen in de geschiedenis met maar twee tropische cyclonen; een orkaan van de tweede categorie en een majeure orkaan van de vierde categorie. Deze laatste was echter een zeer catastrofale orkaan, die de Dominicaanse Republiek trof en wat betreft het aantal slachtoffers behoort tot de grootste orkaanrampen in de geschiedenis van het Atlantisch bassin, vergelijkbaar met orkanen als Mitch in 1998, Katrina en Stan in 2005, Jeanne in 2004, Fifi in 1974, de David in 1979 (die ook de Dominicaanse Republiek trof), de Galvestonorkaan in 1900, de orkaan van de barrière-eilanden van Georgia en South Carolina, de Chenier Caminandaorkaan in 1893 en de grote orkaanramp in 1780.
Opgemerkt moet worden dat men destijds nog geen beschikking had over satellieten, die niet alleen continu observaties mogelijk maken, maar ook stormen in één oogopslag in hun gehele omvang tonen. Destijds was men afhankelijk van waarnemingen van weerstations en de scheepvaart. Sommige systemen zijn moeilijk te classificeren, omdat er te weinig waarnemingen zijn. Daarom kan het zijn dat er tropische cyclonen zijn 'gemist', omdat zij een te korte levensduur hadden, of hun koers ver van de kust en de gebruikelijke scheepvaartroutes lagen. Daarom is het mogelijk, dat andere, zwakke en kortlevende tropische stormen aan de waarneming is ontsnapt.

## Cyclonen

### Orkaan 1
Tropische storm 1 ontstond waarschijnlijk ten oostnoordoosten van de Bovenwindse Eilanden op 21 augustus (of eerder) en werd waargenomen op 22 augustus door een Amerikaans stoomschip de S.S. Chincha, dat op weg was van Rio de Janeiro naar Baltimore en nabij 21°17'NB, 56°02'WL in het zuidwestkwadrant van de cycloon terecht was gekomen. De tropische storm koerste in westnoordwestelijke richting en promoveerde op 25 augustus tot orkaan. Orkaan 1 draaide naar het noordnoordwesten en bereikte de tweede categorie. Op 26 augustus passeerde orkaan 1 ten westen van Bermuda, terwijl hij bijdraaide naar het noorden en noordoosten. Daarna verloor orkaan 1 met windsnelheden van de tweede categorie waarschijnlijk zijn tropische kenmerken. De extratropische storm behield orkaanwinden en bracht het Franse lijnschip de Paris in zwaar weer. De kapitein Pugnet rapporteerde windsnelheden van meer dan 160 km/uur en het schip werd ook getroffen door een hoge golf, die een glasscherm langs de dekpromenade verbrijzelde en daarbij 40 passagiers verwondde. Op 30 augustus zakten de windsnelheden onder de orkaandrempel, toen de extratropische storm net ten noorden van de Azoren lag. Op 31 augustus verdwenen de overblijfselen van orkaan 1 ten oosten van de Azoren.

### Orkaan van de Dominicaanse Republiek

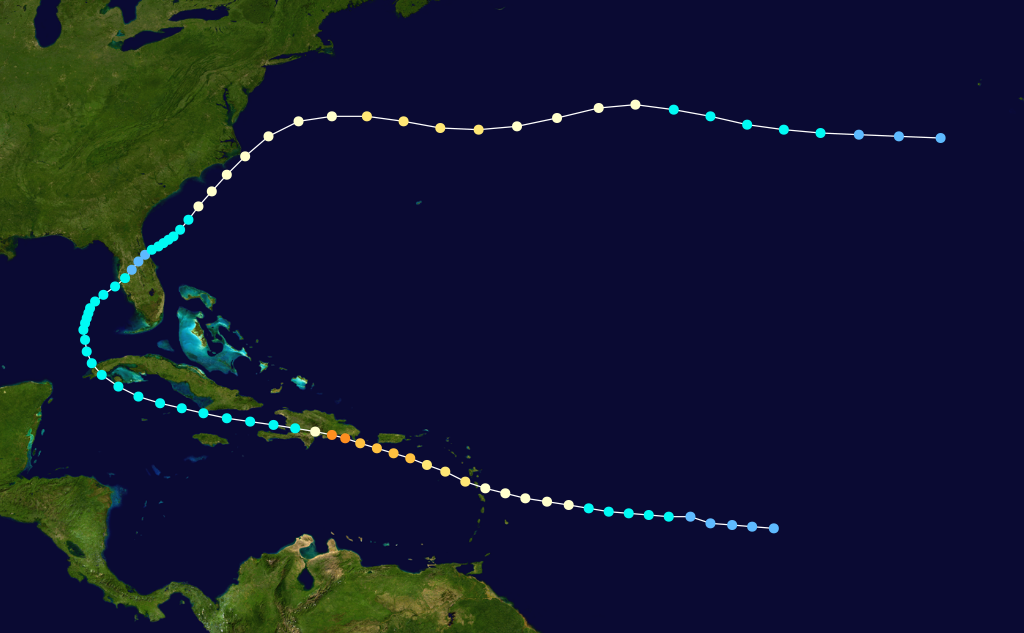
Het parcours, dat de Santo Domingo-orkaan aflegde.

Op 25 augustus werd er een tropische storm waargenomen ten zuiden van de archipel Kaapverdië, die waarschijnlijk uit een tropische golf was ontstaan. De tropische storm trok westwaarts en werd daarna niet meer waargenomen tot het systeem de Bovenwindse Eilanden bereikte op 1 september, maar waarschijnlijk promoveerde de tropische storm op 31 augustus tot orkaan op 800 ten oosten van Guadeloupe. Op 1 september trok de orkaan over Dominica de Caribische Zee binnen. De orkaan bereikte de tweede categorie en draaide bij naar het westnoordwesten en koerste richting Hispaniola. Op 2 september bereikte de orkaan de derde categorie ten zuiden van Puerto Rico en op 3 september de vierde categorie boven het zuidelijk deel van de Monapassage. Vlak voordat de orkaan op 3 september landde nabij Santo Domingo, bereikte hij zijn hoogtepunt met windsnelheden tot 241 km/uur en een minimale druk van 933 mbar. Toen de orkaan nabij Santo Domingo landde, werden er windstoten in de stad waargenomen van 290 km/uur tot 320 km/uur. De orkaan was een kleine tropische cycloon; de ring met de grootste destructie – en daarmee waarschijnlijk ook de oogrokken – waren niet breder dan 30 km.
Op 3 en 4 september stak de Orkaan van de Dominicaanse Republiek, of Santo Domingo-orkaan het eiland over en liep zich stuk op het bergachtige terrein van het eiland. Zo degradeerde de Santo Domingo-orkaan op 4 september tot tropische storm, die met een gehavende structuur de Windward Passage overstak en later op 4 september landde op het zuidoosten van Cuba als matige tropische storm. De tropische storm liep nu langs de zuidelijke Cubaanse kust en kwam op 5 september nog even boven de Caribische Zee, maar landde vervolgens weer in het westen van Cuba. Boven de Golf van Mexico draaide de tropische storm meer en meer bij naar het noorden en noordoosten en koerste af op de westkust van Florida. De tropische cycloon was nu een minimale tropische storm en landde op 9 september bij Tampabaai in Florida als minimale tropische storm. Na de oversteek van het schiereiland Florida kwam de tropische storm op 10 september boven de Golfstroom weer aan kracht te winnen. Op 12 september promoveerde de tropische storm ten oosten van South Carolina opnieuw tot orkaan. Op 13 september draaide de orkaan bij naar het oosten, verder de Atlantische Oceaan op.
De orkaan bereikte nog de tweede categorie op 14 september, maar verzwakte daarna gestaag. Op 16 september degradeerde de orkaan tot tropische storm en op 17 september tot tropische depressie, die een paar uur later ten westzuidwesten van de Azoren was verdwenen. De Santo Domingo-orkaan eiste 2000 tot 8000 slachtoffers en veroorzaakte een schade van $50 miljoen (540,2 miljoen na inflatiecorrectie voor 2005), omdat hij de stad Santo Domingo zo goed als van de kaart veegde. De tropische cycloon was klein, maar doordat Santo Domingo in de oostelijke oogrok terechtkwam en werd vernietigd, kon de orkaan toch de geschiedenis in als een van de grootste orkaanrampen aller tijden. De rest van het eiland kreeg tot 150 mm neerslag, die na een periode van droogte als gelegen werd beschouwd. Op de Bovenwindse Eilanden had de orkaan weinig schade aangericht.
De orkaanramp van Santo Domingo bood de megalomane dictator Trujillo de gelegenheid om Santo Domingo naar eigen smaak te herbouwen. Toen die werkzaamheden werden voltooid in 1936, vernoemde hij de stad naar zichzelf: Ciudad Trujillo.